# Crociata di Mahdia (1087)
Con l'espressione crociata di Mahdia del 1087 si intende l'attacco armato condotto contro la città nordafricana di Mahdia da parte di navi da guerra provenienti da Genova e Pisa, con l'aiuto di Amalfi, Gaeta e Salerno.
L'operazione bellica aveva come fine quello di mettere fine alle azioni di corsa marittima condotte , nelle acque italiane dagli Ziridi di Tamīm b. Muʿizz, regnante dal 1062 al 1108, oltre al loro coinvolgimento nelle vicende della Sicilia, allora sottoposta alla prima invasione normanna contro il locale Emirato qalbita.
L'attacco fu guidato da Uguccione da Pisa, con l'aiuto militare di Roma. Fu in esso coinvolto anche il nobile Pantaleone di Amalfi e l'intero sforzo bellico fruì del pieno sostegno di Matilde di Canossa. 
L'azione portò alla conquista e al saccheggio della città, anche se di essa non fu mantenuto il controllo. Il bottino preso dalla razzia degli aggressori fu impiegato per edificare a Pisa una nuova cattedrale.
Lo storico Carl Erdmann considera l'incursione come una sorta di anticipazione della Prima Crociata che dodici anni dopo avrebbe conquistato parte della Siria-Palestina e la Città Santa di Gerusalemme nel 1099, in virtù del fatto che essa fu condotta sotto il vessillo di san Pietro contro un signore musulmano ampiamente "demonizzato", accompagnata da un'indulgenza pontificia elargita da Papa Vittore III ai guerrieri che ne avrebbero preso parte.
La principale fonte della campagna militare è il Carmen in victoriam Pisanorum, scritta pochi mesi dopo da un anonimo religioso pisano.